# Konversion (Judentum)

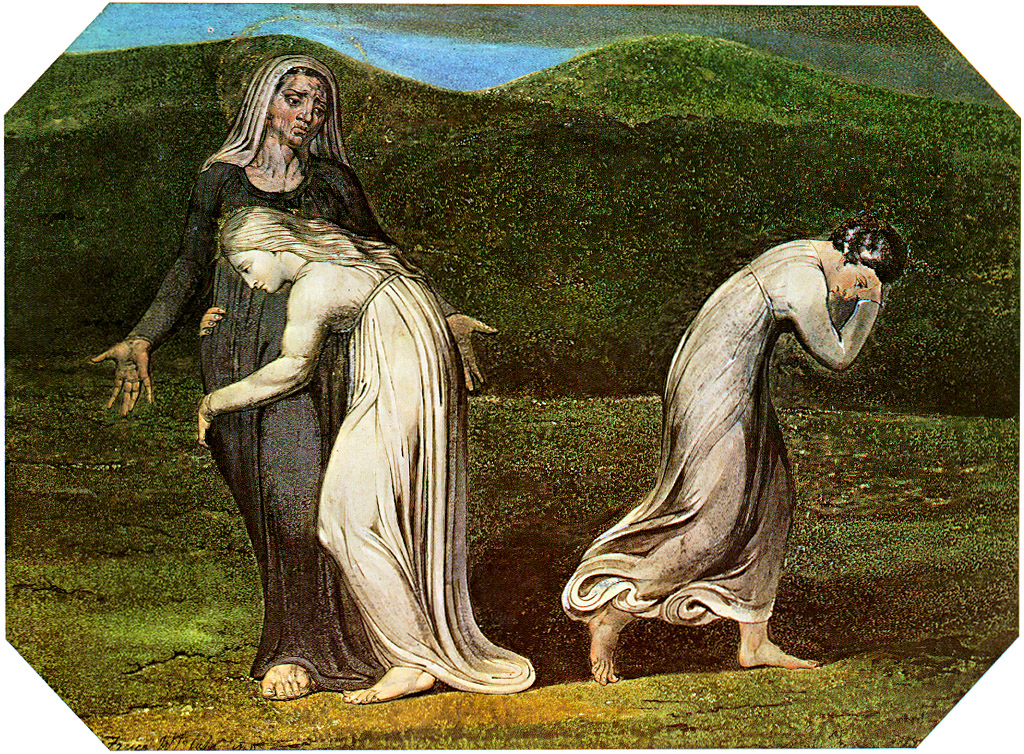
Naomi bittet Ruth und Orpa nach Moab zurückzukehren. William Blake, 1795

Die Konversion bzw. der Übertritt zum Judentum (hebräisch גיור gijur) ist eine formelle Handlung, die von einer nicht-jüdischen Person vorgenommen wird, um als vollwertiges Mitglied einer jüdischen Gemeinde anerkannt zu werden. Die Konversion besteht im Normalfall aus einer Reihe religiöser Handlungen und Studien, einschließlich des Ausdrucks der Verbindung mit dem jüdischen Volk und manchmal auch mit Eretz Israel. Manchmal wird die Konversion durchgeführt, um Zweifel der Religionszugehörigkeit eines Menschen auszuräumen, der als Jude anerkannt werden möchte.
Der Vorgang hängt im Einzelnen von der Ausgangsreligion ab und den besonderen Vorbedingungen für diese Religion oder auch das Fehlen einer Religion. Ohne einen formellen orthodoxen Übertritt wird die Konversion von vielen orthodoxen Juden nicht anerkannt.

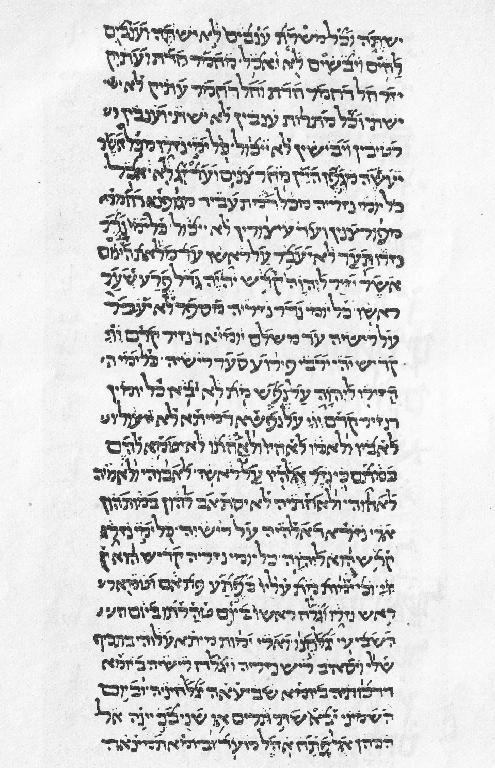
Numeri 6:3-10 der Tora der British Library (Oriental MS. 1,497) aus dem 12. Jh. Die hebräischen Verse wechseln ab mit dem Targum Onkelos, einer aramäischen Übersetzung.

In manchen Fällen konvertiert jemand nicht formell, übernimmt aber einige oder alle Glaubensinhalte und Praktiken des Judentums. Trotzdem werden strenggläubige Juden diese Konversion ablehnen und die betreffende Person nicht als jüdisch anerkennen. Einige Gruppen haben jüdische Bräuche und Praktiken übernommen. In Russland gilt dies etwa für die Subbotniki, die die meisten Aspekte des jüdischen Lebens ohne formelle Konversion übernommen haben. Wenn Subbotniki in eine traditionelle jüdische Familie einheiraten oder nach Israel auswandern wollen, müssen sie eine formelle Konversion durchführen.

## Fachbegriffe
Ein Konvertit wird als גר ger bezeichnet (Plural gerim), eine Konvertitin als גיורת gijoret. Das Wort ist mit „Proselyt“ verwandt, das der Septuaginta entstammt. Im karäischen Judentum ist ein Ger ein Nicht-Jude, der die Konversion noch nicht vollständig durchgeführt hat. Nach der Konversion wird der Ausdruck Ger nicht mehr benutzt, der Neuling ist Jude wie jeder andere.
Das Wort ger stammt vom Verb לגור lagur, das „wohnen“ oder „sich aufhalten [bei]“ bedeutet. In der Bibel wird ger als Fremder oder Beisasse verstanden. Rabbiner Marc Angel schreibt dazu:

„Das hebräische ger (in nachbiblischer Zeit als ‚Proselyt‘ übersetzt) meint wörtlich ‚Einwohner‘ und bezieht sich auf Nichtisraeliten, die innerhalb der israelitischen Gemeinde lebten. Der Aufruf der Tora, die ger gerecht und mit Mitgefühl zu behandeln, betrifft diese ‚Einwohner‘. Die rabbinische Tradition interpretierte das Wort ger als Bezeichnung der Proselyten….“

Angels Erklärung des Wortsinns lässt sich anhand biblischer Verse wie Lev 19,34  belegen:

„Der Fremde (ger), der sich bei euch aufhält, soll euch wie ein Einheimischer gelten und du sollst ihn lieben wie dich selbst; denn ihr seid selbst Fremde (gerim) in Ägypten gewesen. Ich bin der Herr, euer Gott.“

Die Juden waren in Ägypten keine Konvertiten, sondern Fremde. Eine andere wichtige Textstelle bezieht sich auf nichtjüdische Gefangene, die zur Ehe gezwungen werden konnten, Deut 21,10–14 . Ein weiterer Vers ist Est 8,17 , wo aber kein Verfahren dargestellt wird.
Im Talmud wird ger mit zwei Bedeutungen gebraucht: Ger tzedek ist der „rechtmäßige Konvertit“, ein jüdischer Proselyt, ger toshav dagegen ist ein nichtjüdischer Bewohner des Landes, „der die Sieben Noachidischen Gebote beachtet und den Götzendienst aufgegeben hat“. Im modernen Hebräisch bedeutet ger jüdischer Konvertit.

## Übersicht
Nach Maimonides (Issurei Biah 13:14) wurden Konvertiten seit Beginn der jüdischen Geschichte angenommen, dabei waren die fremden Ehefrauen der Führer wie Samson und Salomon Konvertitinnen. Er weist jedoch darauf hin (Issurei Biah 13:15), dass in der Zeit der Könige David und Salomo Batei Dinim (jüdische Gerichte) Konvertiten nicht annahmen, die möglicherweise keine rechte Absicht hatten. Sie mussten warten und ihre Absichten beweisen, bis sie rechtmäßig akzeptiert wurden.
Mit Ausnahme einiger charedischer Gemeinden vor allem in Brooklyn, New York, und Deal, New Jersey, sind heute alle Hauptformen des jüdischen Glaubens offen für ernsthafte Konvertiten, wobei jeweils die Regeln der Aufnahme der betreffenden jüdischen Konfession und nur für diese gelten.
Für das rabbinische Judentum beruhen die Gesetze zur Konversion (gerut) auf Kodizes und Texten einschließlich des Talmud, darunter der Schulchan Aruch und weitere darauf folgende Interpretationen. Viele der Richtlinien gründen sich auf das Buch Ruth und die Weise, wie Ruth über ihre Schwiegermutter Naomi in die Gemeinde eingeführt wurde. Die Regeln werden vom orthodoxen und konservativen Judentum für verbindlich gehalten. Das Gesetz wird oft so angesehen, als ob es von der Proselytenmacherei abraten würde, und die gerut ist auch etwas entmutigend. In der Vergangenheit wiesen Rabbiner oft Anwärter auf die Konversion drei Mal zurück, und nur wenn sie eisern bei ihrem Wunsch blieben, wurde ihnen die Konversion schließlich gestattet.
Erst nach Überzeugung von den ernsthaften Absichten wird der Anwärter einem halachisch festgelegten religiösen Gerichtshof vorgeführt, das aus drei dayanim (Richtern) bestehen muss, dem beth din („religiöses Gericht“). Nach erfolgreicher Überprüfung erhält der Konvertit das Shtar geirut („Konversionszertifikat“).
Das konservative Judentum nimmt die Anwendung der halachischen Regeln nicht ganz so streng wie das moderne orthodoxe Judentum. Die formelle Anwendung der Regeln erscheint hier wichtiger als die Reputabilität der Beteiligten oder die Art der Verpflichtungen. Dementsprechend werden auch einige Konversionen des Reformjudentums oder des Rekonstruktionismus anerkannt, aber nur, wenn sie das Untertauchen in einem rituellen Bad (mikvah) einschließen, das Erscheinen vor einem Rabbinergericht (beit din) und die Beschneidung bei Männern (brit milah) bzw. eine symbolische Art der Beschneidung für die schon beschnittenen Männer. (hatafat dam brit.)
Die Erfordernisse für das Reformjudentum sind andersartig. Hier wird gefordert, dass man die jüdische Theologie, die Rituale, die Geschichte, Kultur und Brauchtum studiert und jüdische Verhaltensweisen in das Alltagsleben integriert. Erwartet wird neben dieser ganz unterschiedlich ausgestalteten Form des Studiums die Teilnahme am Gottesdienst und am Gemeindeleben.
Kinder müssen als Voraussetzung einer Konversion mindestens 12 (Mädchen) oder 13 Jahre alt sein (Jungen). Bei einer früheren Aufnahme in die Religionsgemeinschaft durch Adoption oder Konversion der Eltern müssen die Kinder im religionsmündigen Alter nachträglich ihre Zustimmung geben. Diese Regelung gilt für das orthodoxe wie das konservative Judentum, die beide die Halacha als verbindlich betrachten.
Das rekonstruktionistische Judentum betont die symbolische Bedeutung des Rituals. Das vorgeschriebene Studienprogramm schließt Geschichte, Glaubensinhalte und religiöse Verhaltensweisen zur Einhaltung der Religionsgesetze ein. Ein rituelles Untertauchen, Beschneidung oder hatafat dam brit (ein symbolischer Bluttropfen) falls keine besondere körperliche oder seelische Gefährdung besteht; schließlich ein Bet Din (ein Gespräch mit zwei fachlich gebildeten Juden, von denen mindestens einer ein Rabbiner sein muss), dazu oft eine öffentliche Aufnahme- und Begrüßungszeremonie.
Das karaitische Judentum akzeptiert nicht das rabbinische Judentum und verlangt andersartige Aufnahmebedingungen. Traditionell gegen die Konversion ausgerichtet, hat das karaitische Judentum seit Kurzem seine Ablehnung aufgegeben. Am 1. August 2007 nahmen Karäer seit 500 Jahren erstmals Konvertiten in ihre Reihen auf. Bei einer Feier in ihrer Synagoge in Nordkalifornien schworen 10 Erwachsene und 4 Minderjährige einen Treueschwur, nachdem sie ein ganzjähriges Studium absolviert hatten. Die Konversion geschah 15 Jahre nach dem Beschluss des karaitischen Weisheitsrats, das jahrhundertealte Verbot aufzuheben.

## Erfordernisse
Die Amora'im, die den Talmud hervorbrachten, setzten drei Bestimmungen für die Konversion fest (Keritot 8b), die bezeugt und von einem beth din hedyot bestätigt werden müssen. Dieses Gericht muss aus drei männlichen Juden über 13 Jahren bestehen, die nicht notwendigerweise Rabbiner sein müssen:
- Beschneidung (Brit milah oder hatafat dam brit) für Männer[10]
- Immersion (tevilah) in einem rituellen Bad (mikveh) für Männer und Frauen[10]
- Darbringung einer Opfergabe (korban) im Tempel (dem Beit Hamikdash) – Diese Forderung wird für die Zeit zurückgestellt, bis der Tempel wieder aufgebaut wird.

Der Konsens halachischer Autoritäten verlangt außerdem das Verständnis für die Pflichten des klassischen Religionsgesetzes. Dies steht so nicht ausdrücklich im Talmud, aber in den nachfolgenden Kommentaren.
Nach der Bestätigung der Erfüllung aller Voraussetzungen stellt der beth din ein Shtar Giur aus, ein Konversionszertifikat.

## Frühe Diskussion um die Beschneidung
Der Artikel der Jewish Encyclopedia über die Beschneidung von Proselyten stellt dar, dass im 1. Jahrhundert v. u. Z., also vor der Abfassung der Mischna, die Beschneidung zwischen Zeloten und liberalen Gruppen diskutiert wurde. R. Joshua forderte das Untertauchen in der mikveh. R. Eliezer fordert die Beschneidung. Eine ähnliche Kontroverse zwischen Shammaiten und Hilleliten betrifft Proselyten, die von Geburt an keine Vorhaut haben: Erstere fordern einen symbolischen Blutstropfen, damit der Anwärter durch den symbolischen Brit Milah Teil des Bundes wird; Letztere halten dies für unnötig.
Es wurde auch über die Notwendigkeit bei Männern gesprochen, die von einer jüdischen Mutter geboren wurden, was der Forderung nach Beschneidung der Konvertiten entgegenkam. Der Midrasch legt fest: „wenn deine Söhne meine Gottheit annehmen [indem sie sich beschneiden lassen], werde ich ihr Gott sein und sie in das Land führen; aber wenn sie meinen Bund nicht beachten, hinsichtlich der Beschneidung oder des Sabbats, sollten sie das Land der Verheißung nicht betreten.“ (Midrasch Genesis Rabbah xlvi). “The Sabbath-keepers who are not circumcised are intruders, and deserve punishment,” (Midrasch Genesis. Rabbah xIvi). „Die den Sabbat halten, die nicht beschnitten sind, sind Eindringlinge und verdienen Strafe“ (Midrasch, Deut. Rabbah i).
Die entgegengesetzte Sicht der Dinge wird im Babylonischen Talmud vertreten: „Ein männlicher Konvertit, der untergetaucht, aber nicht beschnitten wurde, ist ein (gültiger) Konvertit.“
Flavius Josephus berichtet in seinen Jüdischen Altertümern 20,2 die Geschichte von König Izates von Adiabene, der sich dazu entschied, dem Gesetz des Moses zu folgen, wie es ihm ein jüdischer Händler namens Ananias geraten hatte. Als er sich beschneiden lassen wollte, riet seine Mutter ab, die selbst jüdischen Bräuchen folgte, weil seine Untertanen es nicht akzeptieren würden, von jemandem regiert zu werden, der solch „sonderbaren und fremdländischen“ Riten folgte. Auch Ananias riet ab, weil die Anbetung und Verehrung Gottes wichtiger als die Beschneidung sei. (Robert Eisenman behauptet in seinem Werk James the Brother of Jesus, Ananias sei Paulus von Tarsus, der ähnliche Ansichten vertrat; diese neuartige Interpretation findet in der Mehrheitsinterpetation keine Unterstützung) und dass Gott ihm wegen der Furcht seiner Untertanen vergeben würde. Daher entschied Izates dagegen. Später jedoch kam „ein anderer Jude aus Galiläa, Eleazer“, der mit dem Recht gut vertraut war. Er überzeugte ihn davon, dass Gesetze nicht nur verstanden, sondern auch angewandt werden sollten, weshalb Izates dies tat. Als Helen und Ananias es bemerkten, waren sie voller Angst vor den möglichen Folgen, aber, wie Josephus darstellt, sorgte Gott für Izates. Seine Regierungszeit war friedlich und gesegnet, Helen besuchte den Tempel um ihm zu danken, und da dort eine Hungersnot herrschte, brachte sie eine Menge Nahrungsmittel und Hilfe für das Volk von Jerusalem.

## Moderne Praktiken
Die Anforderungen sind unterschiedlich, sodass auch die wechselseitige Anerkennung zwischen unterschiedlichen Glaubensrichtungen schwierig ist. Orthodoxe lehnen die Konversion zu nicht orthodoxen Richtungen ab. Hinsichtlich den Konservativen liegt die Anlehnung weniger in den Riten begründet, die sehr ähnlich sind, sondern in Fragen der angemessenen Ausbildung durch qualifizierte Lehrer.
Allgemein ist das Untertauchen in der mikveh ein wichtiger Teil der Tradition. Wenn die Person männlich ist, gehört auch die Beschneidung wesentlich dazu. Falls die Person schon beschnitten ist, findet das Ritual des Blutstropfens statt (hatafat dam brit). Liberalere Richtungen haben weniger rigide Anforderungen hinsichtlich Untertauchen und Beschneidung.

## Religionsmündigkeit
Im Alter von 12 (Mädchen) oder 13 Jahren (Jungen) können Jugendliche ihre Konversion widerrufen.

## Reformjüdische Sicht
In den USA lehnt das Reformjudentum die Vorstellung ab, es gebe notwendige Regeln oder Rituale für eine Konversion. Ende des 19. Jahrhunderts entschied die Central Conference of American Rabbis, die offizielle Vertretung der amerikanischen reformierten Rabbiner, die Aufnahme von Konvertiten „ohne jedweden Initiationsritus, Zeremonie oder Regelbeachtung“ zu gestatten.
Trotz häufiger Kritik durch Reformrabbiner stellt diese Entscheidung noch immer die offizielle Richtlinie dar. (CCAR Responsa “Circumcision for an Eight-Year-Old Convert” 5756.13 and Solomon Bennett Freehof, Reform Responsa for Our Time, no. 15.) Folglich ist hier ein Untertauchen oder eine Beschneidung nicht erforderlich, ebenso wenig das Befolgen der mitzvot. Auch das Rabbinergericht Beth Din wird empfohlen, aber nicht als unabdingbar betrachtet. Konvertiten werden aufgefordert, die Normen des religiösen Lebens ihrer Gemeinde zu befolgen.
Im konkreten Fall werden die Aufnahmebedingungen vom jeweiligen Rabbiner festgelegt. In der Regel wird ein Einführungskurs zum Judentum und die Teilnahme am Gottesdienst empfohlen, ebenso wie für eine Zeit „jüdisch“ zu leben, was aber vom individuellen Rabbiner abhängt. Dies ist meist ein Jahr. Wenn der Rabbiner die Zeit für reif hält, kann ein Rabbinergericht einberufen werden. Auch andere Rituale können vom Rabbiner bestimmt werden.

## Konkurrierende Sichtweisen
Das Conservative Committee on Jewish Law and Standards hat ein Rechtsgutachten veröffentlicht, dass zur Anerkennung einer Konversion voraussetzt, dass das Minimum an halachischen Vorschriften von milah und t’vilah eingehalten werden, das Rabbinergericht entscheidet und ein konservatives Religionsstudium erfolgt ist. (Proceedings of Committee on Jewish Law and Standards: 1980–1985. S. 77–101.)
Allgemein werden nicht-orthodoxe Konversionen von Teilen des orthodoxen Judentums als unangemessen betrachtet. Umgekehrt erkennen aber konservative und reformierte Richtungen die orthodoxe Konversion an. Ab 2008 haben haredische Gerichte die Konversionen anderer Glaubensrichtungen, einschließlich mancher orthodoxer Konversionen, abgelehnt.
Im Jahre 2008 annullierten haredische Gerichte Tausende von Konversionen des Military Rabbinate in Israel. Das Hauptrabbinergericht von Israel, einzige staatlich anerkannte Autorität, lehnte dieses Urteil mit Unterstützung des Rabbiners Ovadja Josef ab.

## Sicht der Karäer
Nach 2006 begann das Moetzet Hakhamim (Rat der Weisen), konvertierte Karäer über die karäische jüdische Universität aufzunehmen. Die Aufnahmeprozedur verlangt ein Jahr Studium, die Beschneidung und den Eidesschwur Ruths:
| כִּי אֶל-אֲשֶׁר תֵּלְכִי אֵלֵךְ, וּבַאֲשֶׁר תָּלִינִי אָלִין–עַמֵּךְ עַמִּי, וֵאלֹהַיִךְ אֱלֹהָי. בַּאֲשֶׁר תָּמוּתִי אָמוּת, וְשָׁם אֶקָּבֵר; כֹּה יַעֲשֶׂה יְהוָה לִי, וְכֹה יוֹסִיף–כִּי הַמָּוֶת, יַפְרִיד בֵּינִי וּבֵינֵךְ. | “ |
| – (Rut 1:16-17,HE ) |   |

„Wo du hingehst, da will ich auch hingehen; wo du bleibst, da bleibe ich auch. Dein Volk ist mein Volk, und dein Gott ist mein Gott. Wo du stirbst, da sterbe ich auch, da will ich auch begraben werden. Der HERR tue mir dies und das, nur der Tod wird mich und dich scheiden.“

## Versuche der Klärung jüdischer Identität

### 1950er Jahre: Vorschlag gemeinsamer Rabbinergerichte
In den 1950er Jahren nahmen der Rabbiner Joseph Soloveitchik und andere Mitglieder des Amerikanischen Rabbinerrats Verhandlungen mit den Führern der Vereinigung Konservativer Rabbiner auf, dabei auch zu Saul Lieberman; Ihr Ziel war, ein gemeinsames konservativ-orthodoxes Religionsgericht zu gründen, das gemeinsame Standards für Ehe und Scheidung festlegen sollte. Modell stand dafür das israelische Hauptrabbinat, in dem alle Richter orthodox sind, das aber von den meisten Konservativen anerkannt wird. Konservative Rabbiner in der Rabbinervereinigung schufen eine gemeinsame Konferenz zum jüdischen Gesetz.
Das Projekt scheiterte. Nach Rabbiner Louis Bernstein war der Hauptgrund die unnachgiebige orthodoxe Forderung, konservative Rabbiner wegen Handlungen auszuschließen, die sie vor Gründung des neuen Gerichts begangen hatten. Die Rabbinerversammlung lehnte dies ab.
Auch nach Meinung des orthodoxen Rabbiners Emanuel Rackman, des früheren Präsidenten der RCA, war der Hauptgrund des Scheiterns der Druck, der von den haredischen Ultraorthodoxen ausgeübt wurde. Sie hielten jede Form der Kooperation für verboten.
1956 schrieb Rabbiner Harry Halpern von der Joint Conference einen Bericht über das Scheitern des gemeinsamen Gerichts. Nach Abschluss der Vereinbarungen hätte der RCA als neue Bedingung gefordert, schwere Sanktionen gegen konservative Rabbiner zu verhängen. Halpern schreibt, das RA „konnte der Disziplinierung durch eine außenstehende Gruppe nicht zustimmen“. Weitere Bemühungen wurden durch elf Rosh Yeshivas zunichtegemacht, die in Rundschreiben die Kooperation verboten.

### 1978–1983: Denver-Programm, patrilineale Abstammung
In Denver, Colorado, wurde ein gemeinsames orthodoxes, traditionelles, konservatives und reformiertes Gericht geschaffen, um allgemeine Standards für den Religionsübertritt zu fördern. Eine Reihe von Rabbinern waren orthodox und hatten eine Semicha orthodoxer Jeschiwot, dienten aber in Synagogen ohne eine Mechiza; Diese Synagogen wurden „traditionelles Judentum“ genannt. Über einen Zeitraum von fünf Jahren führten sie 750 Konversionen durch. 1983 wurde jedoch das gemeinsame Gericht aufgelöst, weil die unilaterale Reformgemeinde entschieden hatte, die Definition der „Jüdischkeit“ zu ändern.
1983 verabschiedete die Zentralkonferenz amerikanischer Rabbiner (Central Conference of American Rabbis) eine Resolution, in der sie die Notwendigkeit einer Konversion für alle darstellten, die zumindest einen jüdischen Elternteil hatten, der darauf bestand Angehöriger des Judentums zu sein. Damit trennten sie sich von der traditionellen Position, die die formelle Konversion nur für Kinder ohne jüdische Mutter forderte. Diese Resolution wurde von jüdischen Reformgemeinden außerhalb der USA gemischt aufgenommen. In Israel lehnte die Israelische Bewegung für progressives Judentum die patrilineale Abstammung als Kriterium ab und forderte die formelle Konversion von jedem Anwärter ohne jüdische Mutter. 2015 sprach sich dagegen die Mehrheit der Britischen Vereinigung reformierter Rabbiner (Assembly of Reform Rabbis) für ein Programm aus, das vorschlug, „Individuen, die ein jüdisches Leben führen und patrilineal Juden sind in die jüdische Gemeinschaft aufgenommen werden und in einem individuellen Verfahren als Juden anerkannt werden können.“ Die britische Rabbiner-Vereinigung stellte fest, Rabbiner „könnten vor Ort Entscheidungen treffen – bestätigt durch ein Beit Din – um den jüdischen Status zu bestätigen.“
Das Ende des gemeinsamen Beth Din-Programms wurde von den haredischen Orthodoxen begrüßt, die das Programm als ungesetzlich ansahen. Außerdem versuchten haredische Gruppen nicht-orthodoxe Rabbiner daran zu hindern, traditionelle Verfahren mittels einer Mikvah anzuwenden. Aus haredischer Sicht ist keine Konversion besser als eine nicht-orthodoxe, da diese ihrer Anschauung nach keine wahre Konversion ist.

### 1980er: Vorschlag eines gemeinsamen israelischenbeth din
In den 1980ern arbeiteten der orthodoxe Rabbiner Norman Lamm, der Rosh Yeshiva von der Yeshiva University, mit anderen amerikanischen und israelischen orthodoxen Rabbinern an der Lösung der Frage, wer Jude sei. 1989 und 1990 führte der damalige israelische Ministerpräsident Yitzhak Shamir die Bemühungen an, eine Lösung dieser Frage herbeizuführen.
Der israelische Kabinettssekretär Elyakim Rubenstein führte monatelange Geheimverhandlungen mit Rabbinern aller Orientierungen, an denen auch die Fakultät der Yeshiva University beteiligt war, wobei Lamm als Rosh Yeshiva agierte. Sie planten ein gemeinsames Komitee zu gründen, das Konvertiten befragen sollte, die nach Israel auswandern wollten, um sie an ein Gericht zu vermitteln, das den Anwärter entsprechend der Halacha in die Religionsgemeinschaft aufnehmen würde. Die Verhandlungspartner kamen zu einem Ergebnis:
1. Konversionsverfahren müssen der Halacha entsprechen
2. Das beth din (Rabbinergericht) muss orthodox sein, möglicherweise ernannt von dem israelischen Hauptrabbinat.
3. Es müsse einen dreiseitigen Dialog geben.

Viele Reformrabbiner nahmen an der Vorstellung Anstoß, dass das Gericht streng halachisch und orthodox sein müsse, aber gaben nach. Als das Projekt an die Öffentlichkeit drang, verurteilten jedoch einige führende haredische Rabbiner das Projekt als „Travestie der Halacha“. Rabbiner Moshe Sherer, Vorsitzender von Agudath Israel, äußerte: „Ja, wir machten dabei mit, dieser Farce ein Ende zu setzen, und ich bin stolz darauf.“ Norman Lamm verurteilte Sherers Einmischung und stellte fest, diese sei der größte Schaden gewesen, den Sherer in seiner 40-jährigen Karriere angerichtet habe.
Rabbiner Lamm sah dieses Projekt als Anfang einer Lösung für das Problem der jüdischen Uneinigkeit. Wäre sein Plan nicht vereitelt worden, hätte er das Scheidungsproblem einbezogen, um dem Problem der mamzerut ein Ende zu setzen.

### 1997: Vorschlag der Neeman Kommission
1997 kam die Frage „Wer ist Jude?“ in Israel wieder auf, und Norman Lamm mit anderen unterstützte öffentlich die Neemann-Kommission, eine Gruppe orthodoxer, konservativer und reformierter Rabbiner. 1997 mahnte Lamm die orthodoxen Juden in einer Rede beim World Council of Orthodox Leadership in Glen Springs, New York, diese Bemühungen zu unterstützen.

## Bnei Anusim
In den vergangenen Jahrzehnten gab es bei den Nachfahren der Juden, die durch Zwang zum Christentum bekehrt wurden, ein steigendes Interesse an der Konversion zum Judentum. Anusim bedeutet wörtlich gezwungen, Bnei Anusim Kinder der Gezwungenen.
In der Neuzeit gibt es unter den Nachfahren der durch die Inquisition erzwungenen Übertritte zum Christentum, die man unter Sephardim in Spanien und Portugal sowie Lateinamerika findet, eine stetig zunehmende Zahl von Konversionswilligen zum Judentum.
Da vielen Bnei Anusim (Nachkommen von Zwangskonvertierten) eine durchgehende jüdische matrilineale Abstammungslinie oder die entsprechende Dokumentation fehlt, ist Konversion für sie eine zunehmend angenommene Möglichkeit der Rückkehr zum Judentum.

## Sekundärliteratur
- Rabbi Steven Carr Reuben, Jennifer S. Hanin: Becoming Jewish: The Challenges, Rewards, and Paths to Conversion. Rowman & Littlefield Publishers, 2011 (Vorwort von Bob Saget. Überblick über jüdische Konversion und alle damit verbundenen Aspekte des jüdischen Lebens, einschließlich der Probleme in Familie und Freundeskreis, wenn die Entscheidung mitgeteilt werden soll).
- Menachem Finkelstein: Conversion: halakhah and practice. Bar-Ilan University Press, Ramat-Gan 2006, ISBN 965-226-325-7 (hebräisch: ha-Giyur, halakhah u-maʻaśeh. 1994. Übersetzt von Edward Levin, umfassendste Rechtssammlung).
- Eliyah Havemann: Wie werde ich Jude? Und wenn ja, warum?" Ludwig Verlag, München, 2014 ISBN 978-3-453-28059-5.
- Proceedings of the Committee on Jewish Law and Standards of the Conservative Movement 1927–1970. Band II, Ed. David Golinkin, The Rabbinical Assembly, 1997.
- Norman Lamm: Seventy Faces: Divided we stand, but its time to try an idea that might help us stand taller. In: Moment. Band II, Nr. 6, Juni 1986 – Sivan 5746.
- Moshe Lavee: The Tractae of Conversion. In: EAJS 4, 2010, S. 169–213.
- Moshe Lavee: Converting The Missionary Image of Abraham: Rabbinic Traditions Migrating from the Land of Israel to Babylon. In: Martin Goodman, Geurt Hendrik van Kooten, J. van Ruiten (Hrsg.): Abraham, the nations, and the Hagarites Jewish, Christian, and Islamic perspectives on kinship with Abraham. Brill, Leiden / Boston 2010, ISBN 978-90-04-21649-5, S. 203–222 (haifa.academia.edu).
- Joseph Soloveitchik: Orthodox, Conservative and Reform Jews in the United States: Second article in a series on Responsa of Orthodox Judaism in the United States. 1954.
- Jack Wertheimer (Hrsg.): Tradition Renewed: A History of the Jewish Theological Seminary of America. Band II. JTS, NY, 1997, S. 450, 474.
- Rabbi Josef Lifland: Converts and Conversion to Judaism. Gefen Publishing House, Jerusalem 2001, ISBN 965-229-235-4.